# Córdobaemiratet

Córdobaemiratet 929.

Córdobaemiratet (arabiska: إمارة قرطبة, Imārah Qurṭuba) var ett självständigt arabiskt emirat på Iberiska halvön  mellan 756 och 929 med Córdoba som huvudstad.
Umayyaden Abd ar-Rahman I tog makten över emiratet 756 och hans efterföljare hade titeln emir eller sultan. 
Emiren Abd ar-Rahman III gjorde 929 anspråk på kalifvärdighet och emiratet övergick i Kalifatet Córdoba.